# 拉维·香卡
拉维·香卡（1920年4月7日—2012年12月11日），本名Robindro Shaunkor Chowdhury，印度民族音乐作曲家，錫塔琴演奏家。Ken Hunt 称他为“地球上最著名的印度音乐家”。1944年他完成学业后，曾为《甘地傳》及萨蒂亚吉特·雷伊的阿普三部曲创作配乐。1956年始，香卡开始游历欧美以推广印度传统音乐。此外，他將印度音樂元素融入西洋古典音樂作曲，創作交響曲、兩首西塔琴協奏曲以及多首西塔琴搭配西方樂器（如小提琴）的室內樂。1983年曾到中国作访问演出。1999年他被授予印度最高公民荣誉印度國寶勳章，并获得三项格莱美奖。而他也是美國知名女爵士歌手諾拉·瓊絲(Norah Jones)的父親。
拉维·香卡出生在英屬印度的孟加拉家庭，並與他的兄弟烏代·香卡的舞蹈團一起度過了他的青年在印度和歐洲的巡迴演出。他在1938年放棄跳舞，在宮廷音樂家Allauddin Khan下研究演奏錫塔琴。在1944年完成學業後，香卡開始擔任作曲，並且是1949年至1956年新德里全印廣播電台音樂總監。
1956年，香卡開始前往歐洲和美洲演奏印度古典音樂，並在1960年代經由教學，與小提琴家耶胡迪·梅紐因以及披頭四樂團吉他手喬治·哈里森的合作，增加了他在那裡的知名度。他對後者的影響有助於在整個六十年代在流行音樂中普及使用了印度樂器。香卡通過為錫塔琴和管弦樂團創作作品從事西方音樂工作，並於20世紀70年代和80年代巡迴世界。從1986年到1992年，他擔任印度聯邦院的提名成員。他繼續表演直到他的生命結束。